# Józef Kopicera
Józef Kopicera (* 16. února 1951 Gliwice) je bývalý polský fotbalista, útočník.

## Fotbalová kariéra
Začínal v týmu Piast Gliwice. Hrál v polské nejvyšší soutěži za Ruch Chorzów a Polonii Bytom. Nastoupil ve 153 ligových utkáních a dal 28 gólů. S Ruchem Chorzów získal v letech 1974 a 1975 mistrovský titul a v roce 1974 i polský pohár. V Poháru mistrů evropských zemí nastoupil v 9 utkáních a dal 3 góly a v Poháru UEFA nastoupil ve 12 utkáních a dal 5 gólů. Za reprezentaci Polska nastoupil v roce 1974 ve 2 utkáních.

## Ligová bilance
| Ročník                | Zápasy | Góly | Klub          |
| --------------------- | ------ | ---- | ------------- |
| Ekstraklasa 1971/72   | 13     | 5    | Ruch Chorzów  |
| Ekstraklasa 1972/73   | 22     | 5    | Ruch Chorzów  |
| Ekstraklasa 1973/74   | 28     | 6    | Ruch Chorzów  |
| Ekstraklasa 1974/75   | 28     | 7    | Ruch Chorzów  |
| Ekstraklasa 1975/76   | 28     | 3    | Ruch Chorzów  |
| Ekstraklasa 1976/77   | 10     | 1    | Ruch Chorzów  |
| Ekstraklasa 1979/80   | 24     | 3    | Polonii Bytom |
| CELKEM 1. polská liga | 153    | 28   |               |